# Revolução brabantina

Levantamento popular em Ghent em apoio ao exército patriótico em novembro de 1789.

A Revolução brabantina, às vezes chamada «contra-revolução», desenrolou-se nos Países Baixos austríacos de 1787 a 1790, no reinado de José II da Áustria. A revolução se fez em represália às reformas progressistas de José II e levou, em 1790, à criação dos Estados Belgas Unidos, que desaparecerem um ano depois. 

## Causas da revolução
José II chega ao poder em 1781, após o falecimento de sua mãe Maria Teresa da Áustria (1740-1780). Imperador da Áustria, ele era também duque de Brabante, conde de Flandres e de Hainaut, entre outros títulos. Déspota esclarecido, José II tentou impor diversas reformas centralizadoras nos Países Baixos austríacos sem usar os meios legais habituais o que provocou oposição. 
Diversas dessas reformas impostas por José II coincidiam com aquelas pleiteadas pela Revolução francesa.

### Na economia
José II aboliu os regulamentos das corporações relativos ao emprego.Ordenou também a redução dos impostos feudais. O Édito Perpétuo de 1786 impôs a livre circulação dos grãos. Mas a medida foi malsucedida pois coincidiu com uma grande penúria, que acabou agravada por exportações especulativas.

### Na organização religiosa
O controle do Estado sobre a Igreja foi reforçado. O clero não podia censurar o Estado e os bispos deveriam prestar o juramento civil. 
O casamento civil e o divórcio foram valorizados e foi abolida a noção de heresia. José II estabeleceu a liberdade de consciência, autorizando a frequência a escolas não-católicas.
Os bens das ordens religiosas contemplativas foram confiscados e, com o dinheiro recolhido, serão construídos hospitais e escolas.

### Na justiça
Foi interditada a prática da tortura e imposta uma só justiça, a do Estado, pondo fim à justiça clerical.